# Contea di Montgomery (Pennsylvania)
La contea di Montgomery (in inglese Montgomery County) è una contea dello Stato della Pennsylvania, negli Stati Uniti. La popolazione al censimento del 2000 era di 750 097 abitanti. Il capoluogo di contea è Norristown.

## Geografia
La contea si trova nel sud-est dello Stato. Si colloca a nord-ovest della città di Filadelfia. Il territorio è collinare. È delimitata a sud-ovest dal fiume Schuylkill. Altri corsi d’acqua comprendono il Green Lane Reservoir e i torrenti Perkiomen, Swamp, Wissahickon, Tacony e Pennypack. Tra le aree ricreative si trovano i parchi statali di Evansburg e Fort Washington.

### Contee confinanti
- Contea di Lehigh - nord
- Contea di Bucks - est
- Contea di Filadelfia - sud-est
- Contea di Delaware - sud
- Contea di Chester - ovest
- Contea di Berks - nord-ovest

## Storia
La contea fu fondata il 10 settembre 1784 da parte della contea di Filadelfia. L'origine del nome è discussa: potrebbe essere in onore di Richard Montgomery, un generale della Guerra d'indipendenza americana oppure derivare dalla contea gallese di Montgomeryshire per i gallesi che vi si sono insediati, a sua volta chiamata così in onore di Ruggero II di Montgomery.
Il popolo Lenape, insieme ad alcuni coloni olandesi e svedesi, abitava questa terra prima che William Penn (1644-1718) la acquisisse nel 1681 e vendesse il cosiddetto Welsh Tract ai quaccheri in fuga dalle persecuzioni religiose in Galles. Anche i quaccheri inglesi acquisirono terre nella zona che in seguito divenne la parte meridionale della contea di Montgomery. Nel corso del XVIII secolo giunsero numerosi tedeschi che vi si stabilirono come comunità.

## Istruzione
La contea ospita diverse università e college, tra cui il Bryn Mawr College, il Manor College, lo Haverford College, la Saint Joseph's University e la Temple University.

## Comuni

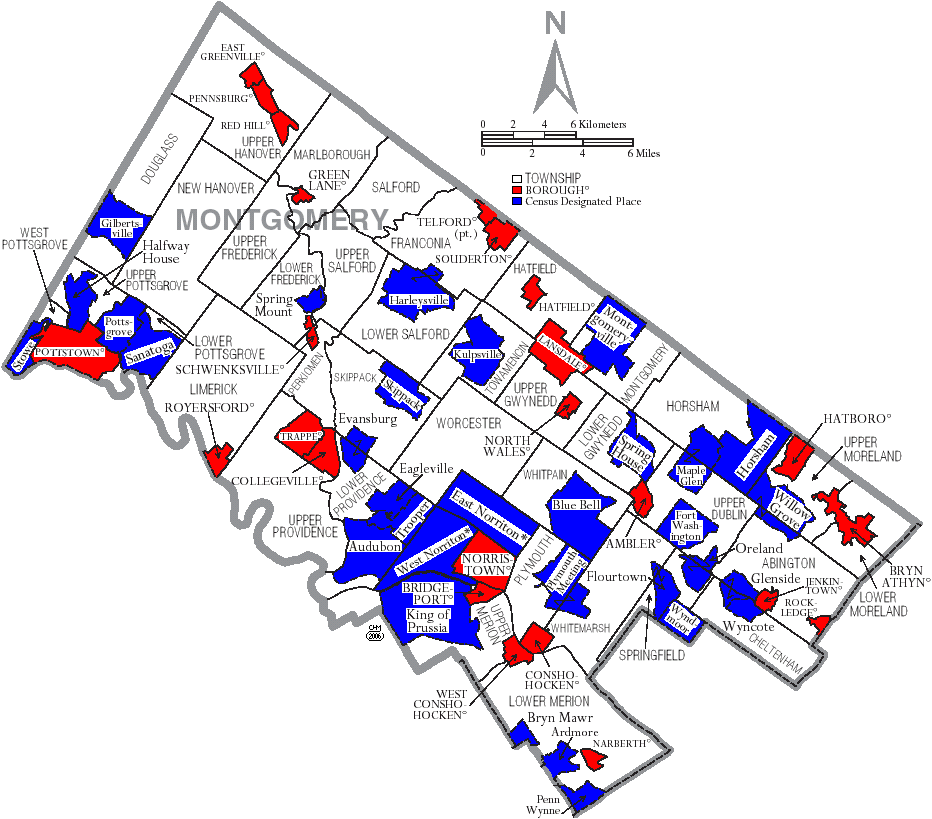
Cartina della Contea di Montgomery con la suddivisione amministrativa. In rosso sono indicati i borough, in bianco le township, in blu i census-designated place

## Comuni[5]

### BorougheTownship
| - Abington - township - Ambler - borough - Bridgeport - borough - Bryn Athyn - borough - Cheltenham - township - Collegeville - borough - Conshohocken - borough - Douglass - township - East Greenville - borough - East Norriton - township - Franconia - township - Green Lane - borough - Hatboro - borough - Hatfield - borough - Hatfield Township - township - Horsham - township - Jenkintown - borough - Lansdale - borough - Limerick - township - Lower Frederick - township - Lower Gwynedd - township - Lower Merion - township - Lower Moreland - township - Lower Pottsgrove - township - Lower Providence - township - Lower Salford - township - Marlborough - township - Montgomery - township - Narberth - borough - New Hanover - township - Norristown (capoluogo) - borough | - North Wales - borough - Pennsburg - borough - Perkiomen - township - Plymouth - township - Pottstown - borough - Red Hill - borough - Rockledge - borough - Royersford - borough - Salford - township - Schwenksville - borough - Skippack - township - Souderton - borough - Springfield - township - Telford - borough (in parte nella contea di Bucks) - Towamencin - township - Trappe - borough - Upper Dublin - township - Upper Frederick - township - Upper Gwynedd - township - Upper Hanover - township - Upper Merion - township - Upper Moreland - township - Upper Pottsgrove - township - Upper Providence - township - Upper Salford - township - West Conshohocken - borough - West Norriton - township - West Pottsgrove - township - Whitemarsh - township - Whitpain - township - Worcester - township |

### CDP
‡ in parte nella contea di Delaware
| - Arcadia University - Ardmore‡ - Audubon - Blue Bell - Bryn Mawr | - Eagleville - Evansburg - Flourtown - Fort Washington - Gilbertsville | - Glenside - Halfway House - Harleysville - Haverford College‡ - Horsham | - King of Prussia - Kulpsville - Maple Glen - Montgomeryville - Oreland | - Penn Wynne - Plymouth Meeting - Pottsgrove - Sanatoga - Skippack | - Spring House - Spring Mount - Stowe - Trooper - Willow Grove | - Woxall - Wyncote - Wyndmoor |